# Fékernyő

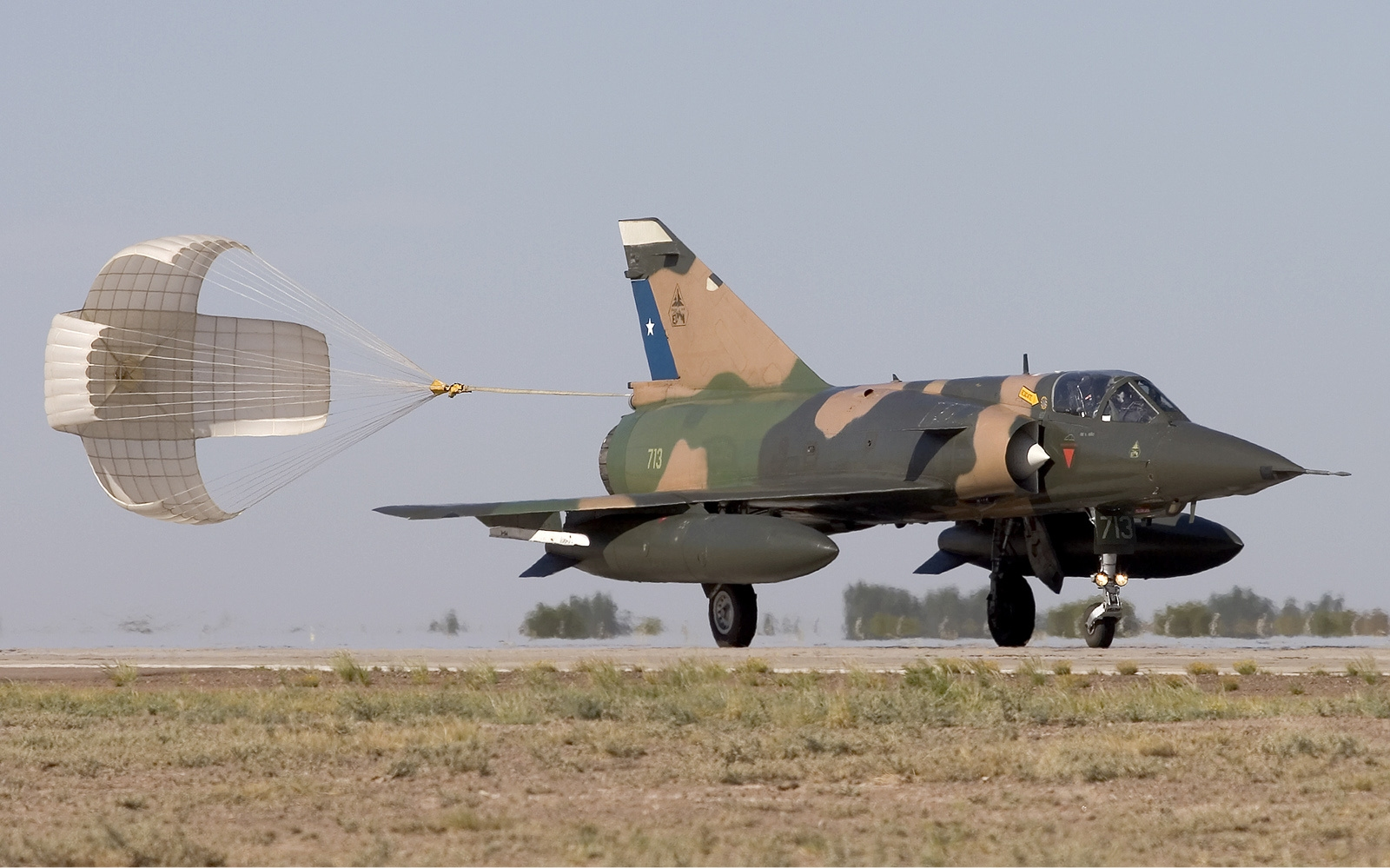
A chilei légierő egyik Dassault (SABCA) Mirage 5MA típusú gépe fékernyő használata közben

A fékernyő nagy sebességű (általában katonai) repülőgépek leszállásakor a kifutási úthossz csökkentésére használt, az ejtőernyőkhöz hasonló szerkezetű eszköz. A fékernyő konténerét a gép farokrészében helyezik el, általában a függőleges vezérsík tövénél. A fékernyő kioldása közvetlenül földet érés előtt, vagy azt követően történik. A fékernyő nyitása nagyobb sebességnél veszélyes, ezért azt egy mechanizmus letiltja.  A fékernyő a repülőgép tömegétől függően lehet egy- vagy többkupolás.
Gyorsulásos versenyeken, speciális autóknál (dragster) is fékernyőt használnak a jármű lefékezésére. Egy versenyeket felügyelő amerikai szövetség elő is írja fékernyő kötelező használatát, ha a jármű sebessége várhatóan meghaladja a 240 km/h-t (150 mérföld/h).
A fékernyő a légellenállás kihasználásával csökkenti a megállásig szükséges úthosszt.